# Tupîciv, Horodnea
Tupîciv (în ucraineană Тупичів) este o comună în raionul Horodnea, regiunea Cernihiv, Ucraina, formată numai din satul de reședință. În secolul al XIX-lea, satul făcea parte din volostul Tupîciv, uezdul Horodnea.

## Demografie
Componența lingvistică a comunei Tupîciv
     Ucraineană (96,08%)
     Rusă (3,79%)
     Alte limbi (0,09%)
Conform recensământului din 2001, majoritatea populației comunei Tupîciv era vorbitoare de ucraineană (96,08%), existând în minoritate și vorbitori de rusă (3,79%).